# Musée Zeppelin
Le musée Zeppelin est un musée consacré aux machines et à la personne du comte (Graf) Ferdinand von Zeppelin, général allemand, inventeur du Zeppelin. Il se situe dans la ville de Friedrichshafen, dans le Land allemand du Bade-Wurtemberg.
On peut y trouver une reconstitution à taille réelle d'une partie du Zeppelin Hindenbourg, qui s'est écrasé à New York en 1937, et fit 35 morts (sur 97 passagers et membres d'équipage).
Le musée héberge aussi une collection de peintures allant du Moyen Âge à l'époque contemporaine, avec un accent sur la peinture baroque. Les pièces de la collection sont présentées lors d'expositions temporaires.
Le musée, construit en 1996, se trouve actuellement au 22 Seestraße 88045 Friedrichshafen.

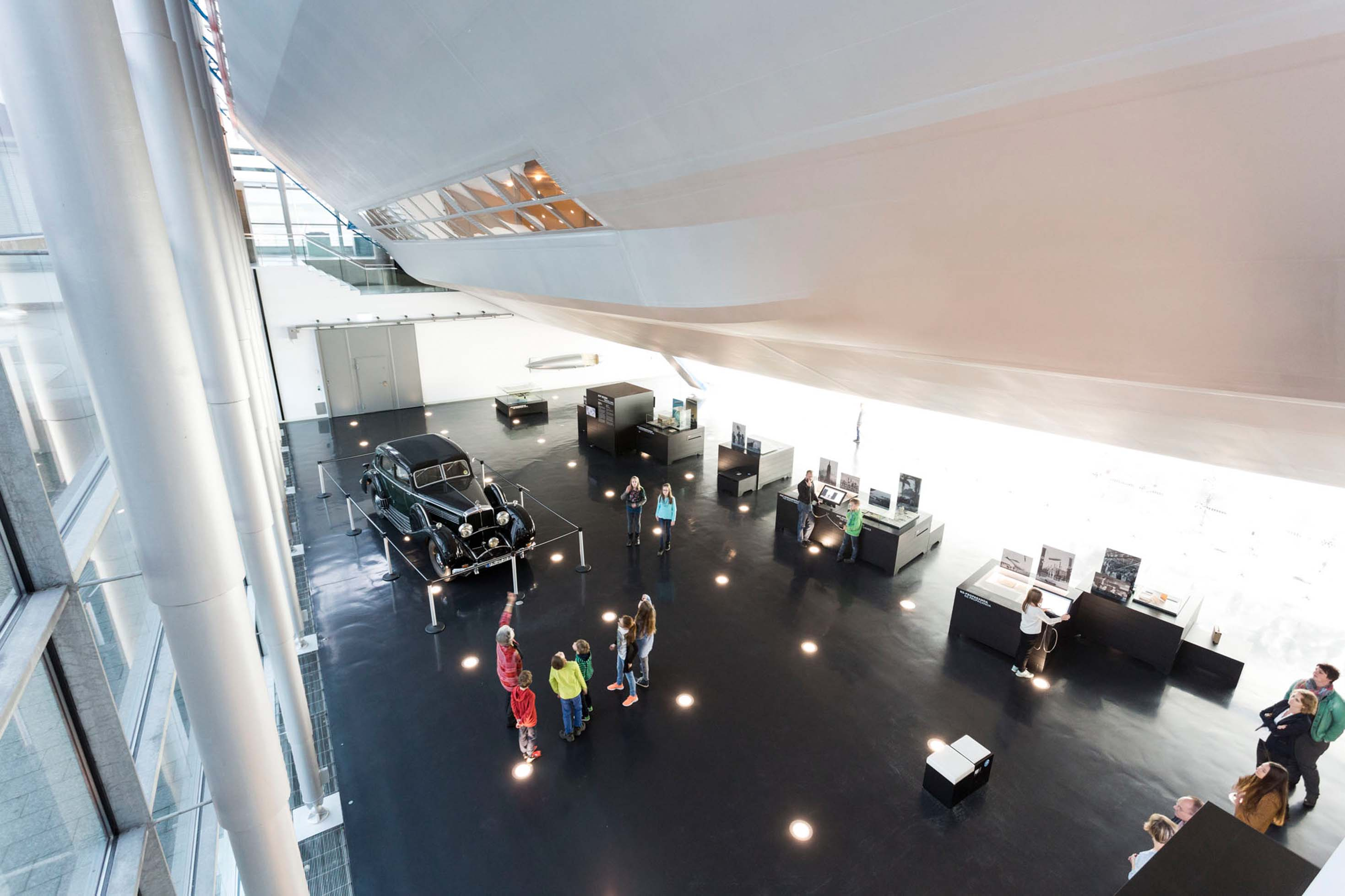
Reconstitution partielle du LZ 129 Hindenburg.
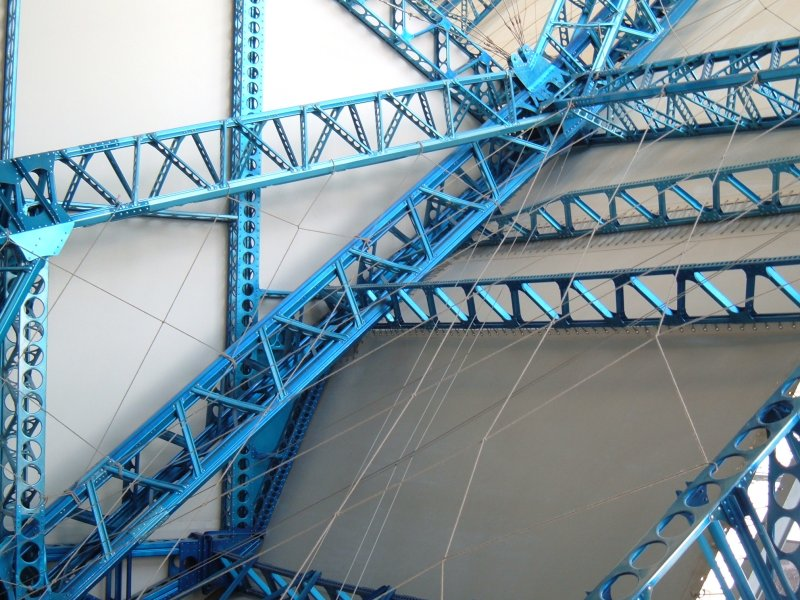
Structure du LZ 129.
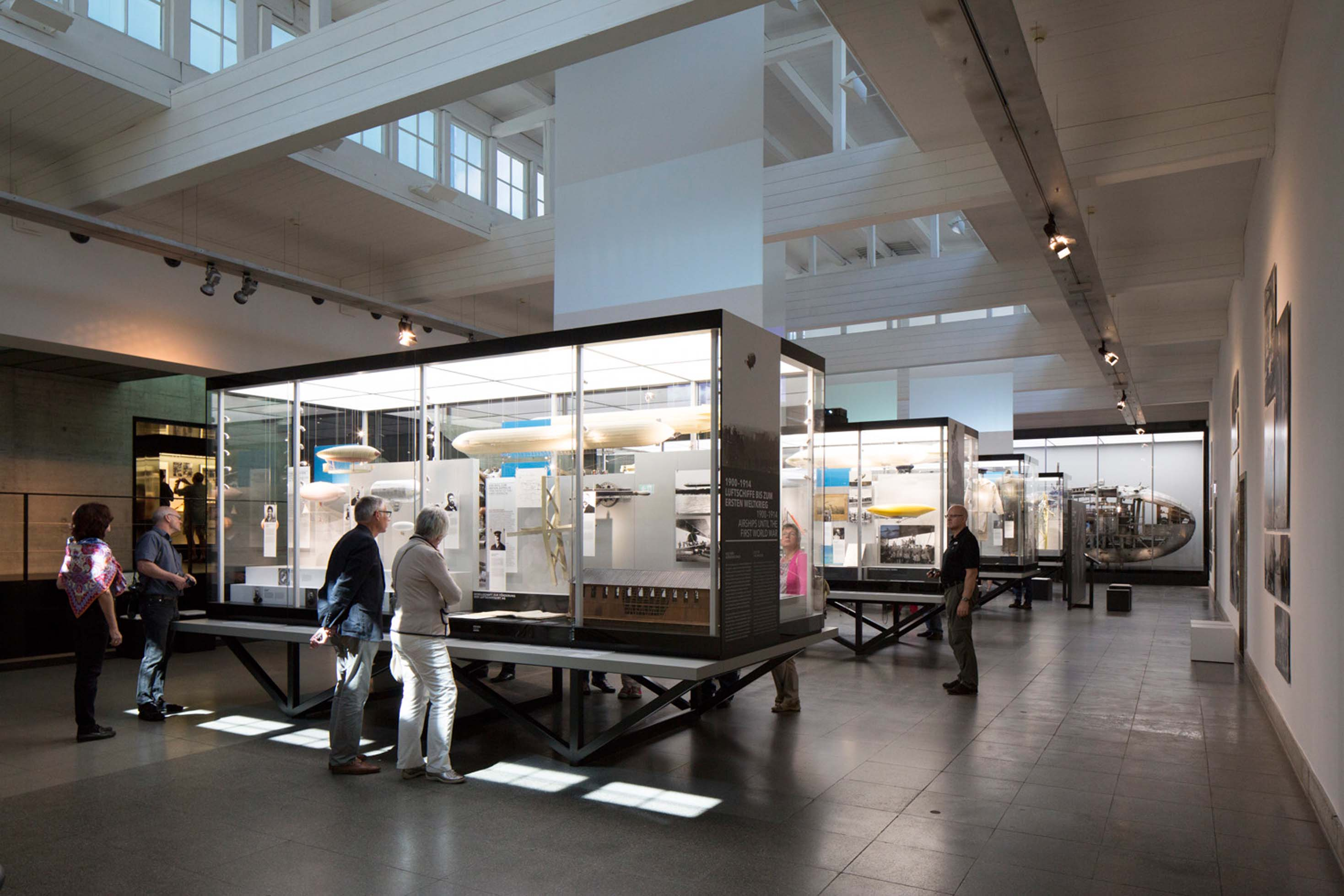
Chronologie de la navigation aérienne.
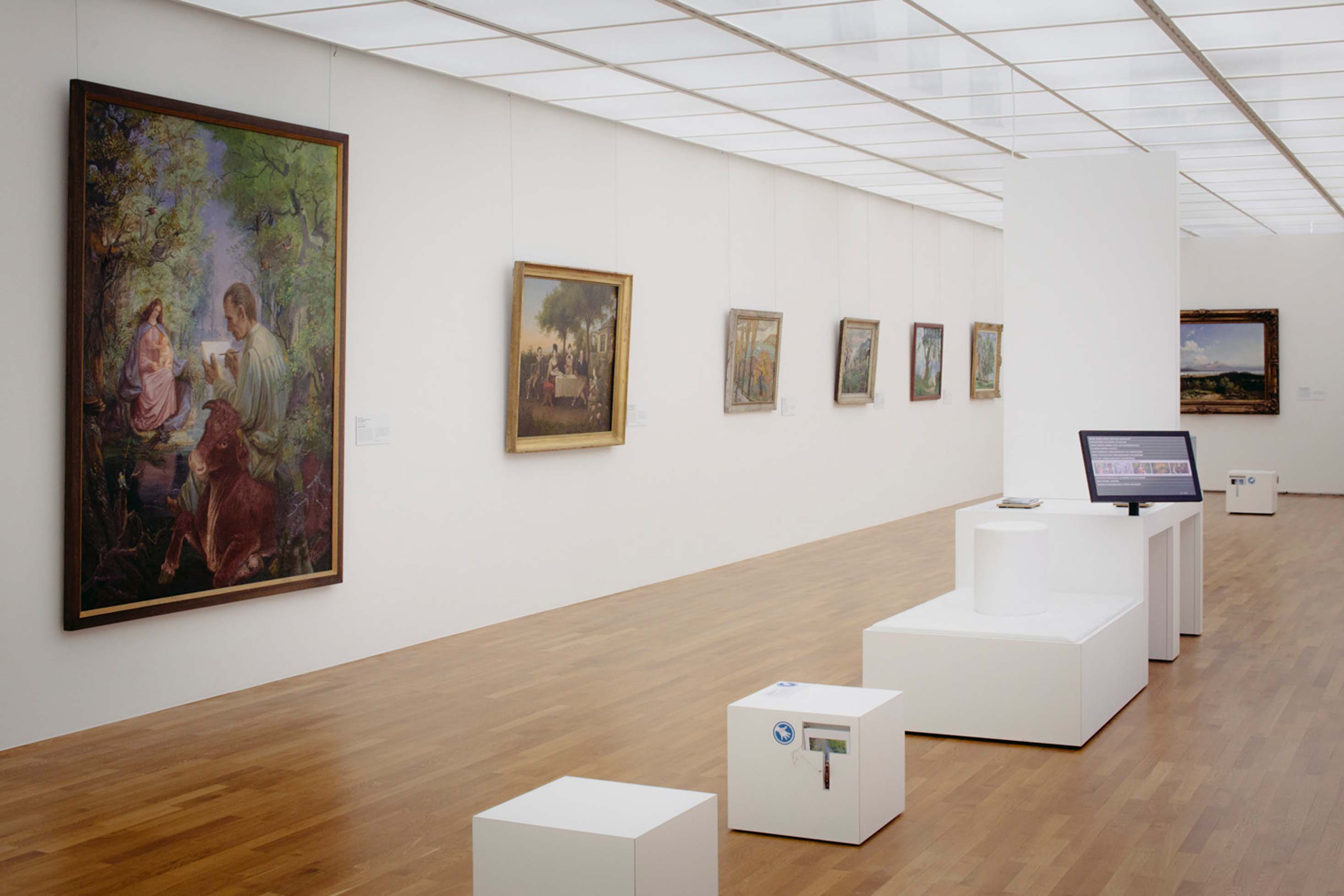
Galerie d'art.